# The Angel (Stradivarius)
Le Stradivarius The Angel, ex Madrileño, est un violon fabriqué en 1720 par le luthier de Crémone Antonio Stradivari.

## Appellations et origine des noms
Pendant les années 1950 à 2018, l'instrument prend le nom de Madrileño en référence à la ville de Madrid dans laquelle vivaient certains de ses propriétaires,.
En 2018, le Stradivarius change de main et devient la propriété d'une société dont l'actionnaire principal est le mécène Olivier Plan. Celui-ci prête alors l'instrument au violoniste suisse Fabrizio Von Arx. En 2020, le violon est baptisé à la basilique Saint-Marc par le cardinal Ravasi sous le nom The Angel.

## Description
Le Stradivarius The Angel a été fabriqué par le luthier crémonais Antonio Stradivari en 1720. L'instrument est un violon de l'âge d'or de Stradivari.
Le fond du violon mesure 35,7 centimètres de long et l'instrument pèse environ 398 grammes. Le Stradivarius The Angel est composé d'érable et de sapin. Sa table d'harmonie a une épaisseur comprise entre 1 et 3 millimètres et son fond est en deux parties.

## Histoire
Après sa fabrication, la présence du Stradivarius est attesté en Espagne dans la ville de Madrid. Il n'est toutefois pas possible d'établir clairement ses propriétaires : les sources évoquent un membre de la famille des ducs d'Osuna ou bien le señor Acebal (un ami du violiniste espagnol Carlos Sedano) ou bien les deux. Certaines rumeurs évoquent un intérêt de Deborah Read pour le violon, sans qu'il ne soit possible d'attester cette affirmation,.
La trace de l'instrument reparaît dans les années 1950, d'abord chez des marchands d'instruments rares : John & Arthur Beare à Londres puis aux États-Unis chez Rembert Wurlitzer (New York) en 1960. Par la suite, sa présence est attestée chez John W. Nields en 1962 puis chez le luthier et spécialiste Jacques Français en 1969. Mark Ptashne, professeur à l'université d'Harvard, puis Eric Hurst font l'acquisition de Madrileño respectivement en 1981 et 1993. En 2003, la violiniste russe Rimma Shushanskaya utilise ce Stradivarius. Auparavant, c'est Ruggiero Ricci qui avait joué sur ce violon,.
Après avoir eu la possibilité de se faire prêté le Stradivarius par l'entremise de la Beare’s International Violin Society en 2016 et être marqué par la sonorité de l'instrument, le violoniste Fabrizio von Arx s'associe avec le promoteur immobilier Olivier Plan afin d'acquérir Madrileño. Les deux hommes créent la société Stradivarius Art and Sound qui se porte acquéreuse du violon Madrileño à l'été 2017 pour la somme de 8 millions de francs suisses. Le violon est par la suite renommé The Angel en 2018. Par contrat, Fabrizio von Arx peut jouir de l'utilisation du violon jusqu'en 2027.

## Propriétaires
Les propriétaires et musiciens attestés sont les suivants :
| Année d'acquisition | Année de cession | Propriétaire                                                                            | Musiciens utilisant l'instrument                                                                     | Prix d'acquisition           |
| ------------------- | ---------------- | --------------------------------------------------------------------------------------- | --- | ---------------------------- |
|                     |                  | G. Greenberg                                                                            | |                              |
|                     | 1981             | Jacques Français                                                                        | |                              |
| 1981                | 1993             | Mark Ptashne                                                                            | |                              |
| 1993                | 2003             | Eric Hurst                                                                              | |                              |
| 2003                |                  | Anonyme                                                                                 | Rimma Shushanskaya Fabrizio von Arx (2016 - 2017 ; prêt via la Beare’s International Violin Society) |                              |
| 2017                |                  | Stradivarius Art and Sound (Olivier Plan - actionnaire majoritaire) et Fabrizio von Arx | Fabrizio von Arx (2017 - 2027)                                                                       | 8 millions de francs suisses |